# Павлина Римска
Вижте пояснителната страница за други личности с името Паулина.
Павлина (на латински: Paulina; † 302 г.) e римска мъченица с почетен ден 6 юни.

## Биография
Дъщеря е на светиите Артемий и Кандида Римска.
Тя е приета в християнството от Свети Петър Римски († 299 или 304, Рим) (Marcellinus and Peter).
Съгласно преданието, била жива погребена под камъни.